# Brule (Nebraska)
Brule è un comune degli Stati Uniti d'America, situato nello Stato del Nebraska, nella Contea di Keith.